# Meinstorf
Meinstorf ist ein Gemeindeteil der Gemeinde Sankt Englmar, rund zweieinhalb Kilometer südlich des Hauptortes.

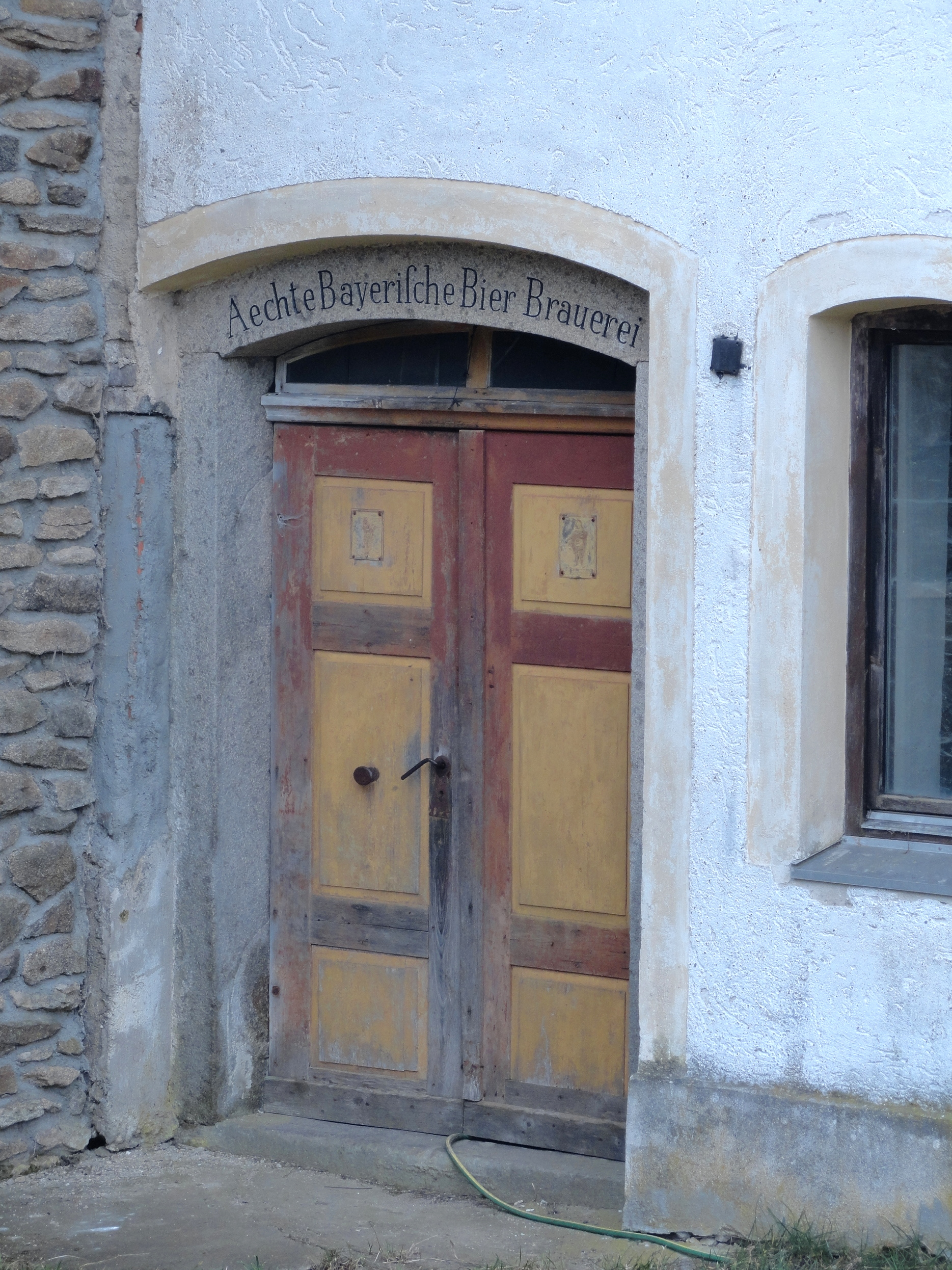
Tür zur ehemaligen Brauerei

## Geschichte
Der Hof in Meinstorf ist eine Gründung der Grafen von Bogen und wurde 1280 erstmals urkundlich erwähnt. Er hatte über einen längeren Zeitraum eine bedeutende Lage an dem Altweg nach Böhmen, der späteren Straße nach Viechtach und heutigem Fernwanderweg Baierweg. Seit Anfang des 19. Jahrhunderts bestand hier eine Brauerei mit Gasthof und Vorspannstation. Im Jahr 1802 gehörte der Ort noch zur Pfarrei Windberg und hatte 20 Seelen, er kam mit der Arrondierung von 1830 zur Pfarrei Englmar.

### Namensformen und Schreibweisen
Es wurden früher Schreibweisen mit "ai" verwendet, wie Maienstorf und Mainstorf, aber auch – möglicherweise fehlerhaft – mit der Endung "dorf" statt "torf" als Meinsdorf.

### Einwohnerentwicklung

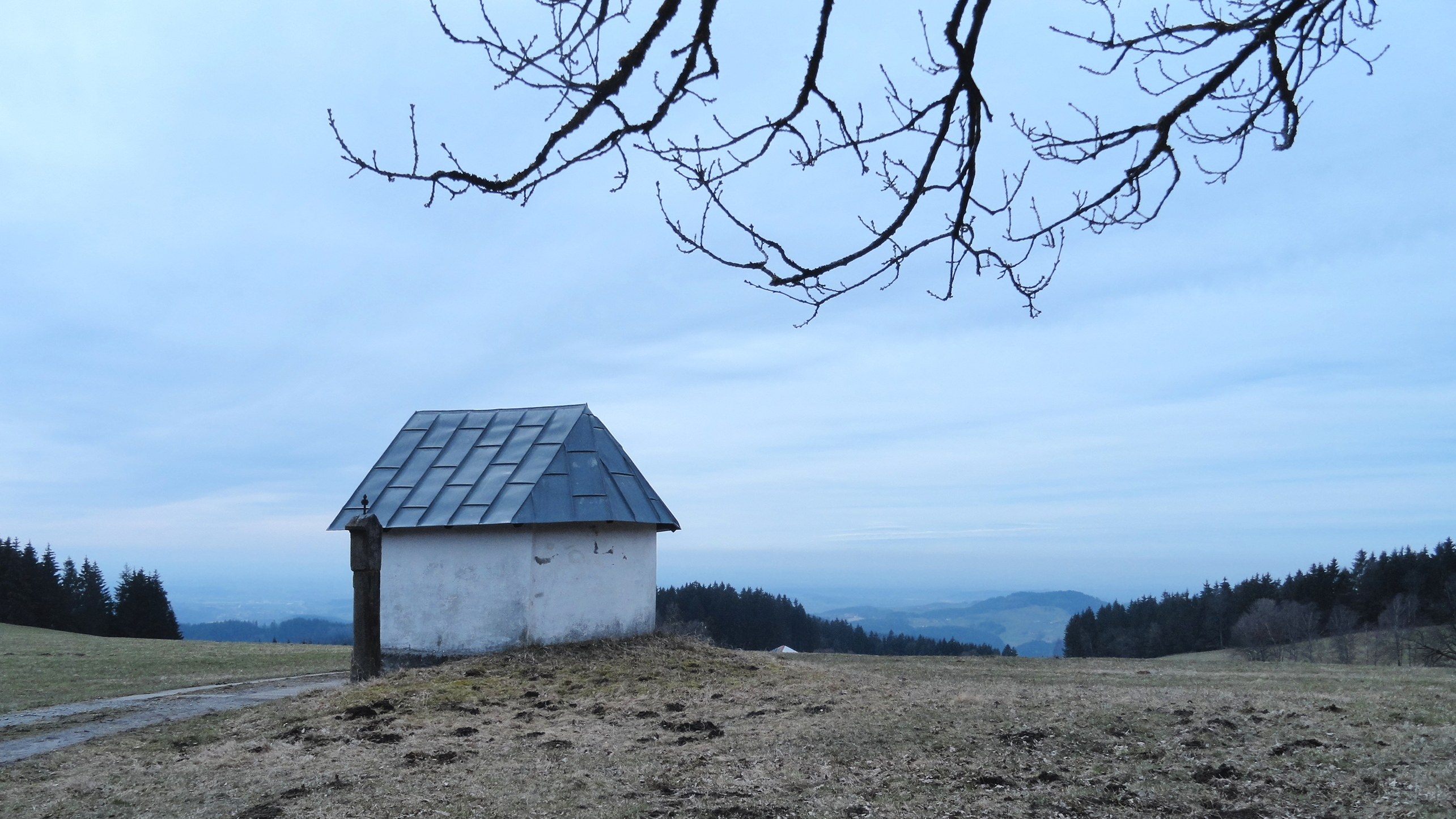
Kapelle in Meinstorf

- 1802: 0.0 20 Einwohner[2]
- 1835: 0.0 15 Einwohner[4]
- 1860: 0.0 11 Einwohner[5]
- 1861: 0.0 16 Einwohner[6]
- 1871: 0.0 22 Einwohner[7]
- 1885: 0.0 14 Einwohner[8]
- 1900: 0.0 10 Einwohner[9]
- 1913: 0.0 13 Einwohner[10]
- 1925: 0.0 14 Einwohner[11]
- 1950: 0.0 12 Einwohner[12]
- 1961: 0.00 5 Einwohner[13]
- 1970: 0.00 6 Einwohner[14]
- 1987: 0.00 5 Einwohner[1]

## Kultur und Sehenswürdigkeiten
Nördlich des Ortes befindet sich ein Kreuzweg zwischen der Kapelle in Meinstorf und der Weißen Marter in Großwiese.